# Dinuba
Dinuba ist eine US-amerikanische Stadt in Kalifornien im Tulare County. Das U.S. Census Bureau hat bei der Volkszählung 2020 eine Einwohnerzahl von 24.563 auf einer Fläche von 8,9 km² ermittelt. Die Stadt befindet sich bei den geographischen Koordinaten 36,55° Nord, 119,39° West.

## Söhne und Töchter der Stadt
- Russ Letlow (1913–1987), American-Football-Spieler
- Donald E. White (1914–2002), Geologe
- Earl Kim (1920–1998), Komponist und Musikpädagoge
- Bryce DeWitt (1923–2004), theoretischer Physiker
- Stephen H. Burum (* 1939), Kameramann
- Burt Rutan (* 1943), Luft- und Raumfahrtingenieur
- Cruz Bustamante (* 1953), Politiker
- Erich Fischer (* 1966), Wasserballspieler

## Partnerstädte
- Malsch
- Uruapan